# Saint-Nicolas-des-Biefs
Saint-Nicolas-des-Biefs är en kommun i departementet Allier i regionen Auvergne-Rhône-Alpes i de centrala delarna av Frankrike. Kommunen ligger  i kantonen Le Mayet-de-Montagne som ligger i arrondissementet Vichy. År 2022 hade Saint-Nicolas-des-Biefs 153 invånare.

## Befolkningsutveckling
Antalet invånare i kommunen Saint-Nicolas-des-Biefs
Referens: INSEE